# Паро (річка)
Паро, або Паро Чу (англ. Paro Chhu) — річка в західному Бутані, впадає в Чін Чу, яка в нижній течії також відома як Райдак.

## Течія
Паро спускається з південного схилу гори Джомолхарі, її льодовикові води спускаються через альпійські луки і глибокі ущелини в долину річки. Субальпійські ліси зустрічаються уздовж її середньої і нижньої течій. Річка живить зелені рисові поля, а також яблучні та персикові сади, розташовані на її берегах. У водах річки водиться форель.
Паро тече через однойменну долину, на якій розташоване одне з головних міст Бутану, Паро, і багато важливих монастирів, з яких найбільш відомими є Такцанг-лакханг і Рінпунг-дзонг. Такцанг-лакханг висить на виступі високої скелі, що знаходиться приблизно за 15 км на північ від міста. Храми є одними з найкращих зразків архітектури Бутану. На річці є традиційні дерев'яні криті мости Ньямай. Один такий міст був змитий під час повені в 1969 році і нинішній є його реконструкцією. Міст був також показаний у фільмі «Маленький Будда» режисера Бернардо Бертолуччі. Нижче міста Паро річка протікає на захід від єдиного міжнародного аеропорту Бутану. Тільки одна авіакомпанія, Druk Air, має ліцензію на польоти з цього аеропорту.

## Каякінг
Нижня течія річки протяжністю близько 7 км є гарною ділянкою для байдарочників, у тому числі початківців. На цій ділянці багато валунів та порогів. Течія проходить по мальовничих каньйонах з порогами. Досвідченіші байдарочники можуть продовжити сплав по Вонг Чу.

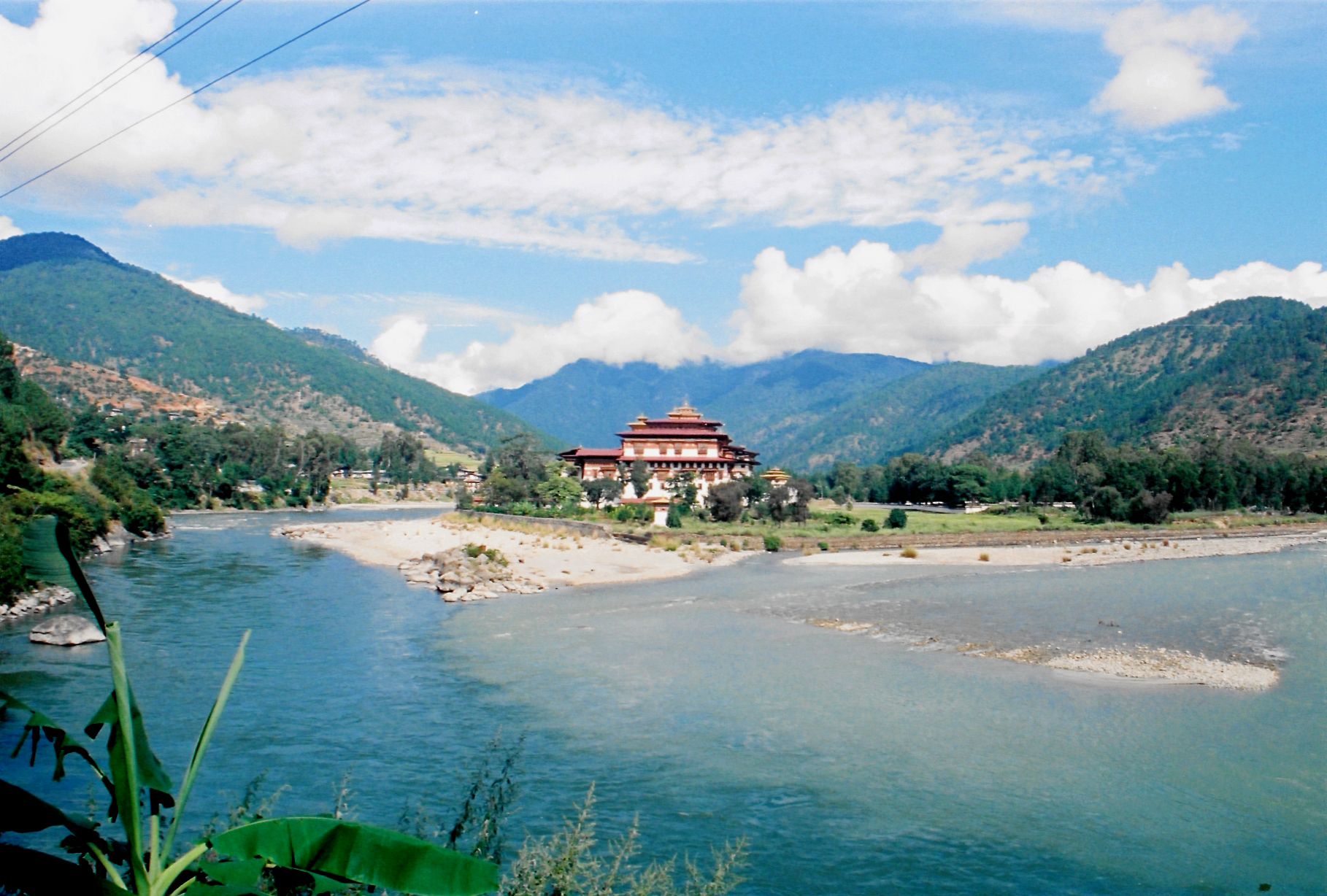
Паро
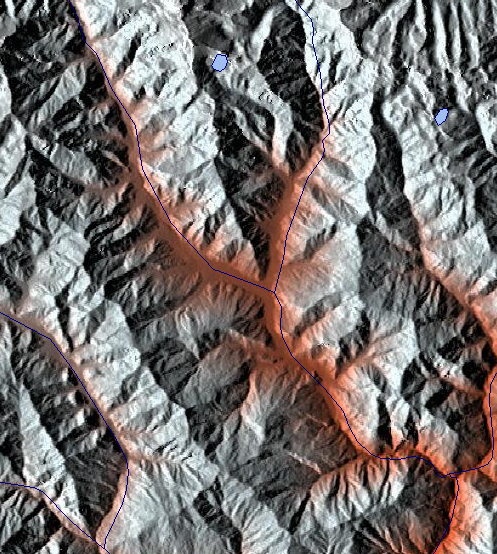
Рельєфна мапа